# Rio Drincea
O Rio Drincea é um rio da Romênia, afluente do Danúbio, localizado no distrito de Mehedinţi, 

 Dolj.